# Định Thủy
Định Thủy là một xã thuộc huyện Mỏ Cày Nam, tỉnh Bến Tre, Việt Nam.
Xã Định Thủy có diện tích 14,77 km², dân số năm 1999 là 11.375 người, mật độ dân số đạt 770 người/km².